# Jonathan Goldsmith
Jonathan Peter Goldsmith, lepiej znany jako Jonathan Goldsmith (ur. 26 września 1938 w Nowym Jorku) − amerykański aktor telewizyjny, teatralny, radiowy i filmowy.

## Filmografia

### Filmy fabularne
- 1963: Jedna ustawa (Act One) jako Teddy Manson
- 1968: Powieście go wysoko (Hang 'Em High) jako Tommy
- 1968: Stacja arktyczna Zebra (Ice Station Zebra) jako rosyjski bliski współpracownik
- 1968: Cień lądu (Shadow on the Land, TV) jako Jesse Bowen
- 1970: Szlak noża (Cutter's Trail, TV) jako porucznik Allen
- 1976: Rewolwerowiec (The Shootist) jako Ofiara Booksa
- 1976: Blood Voyage jako Mason
- 1978: Zielone oczy (Green Eyes, TV) jako Noel Cousins
- 1978: Spartanie (Go Tell The Spartans) jako sierżant Oleonowski
- 1980: Była sobie rodzina (Once Upon a Family, TV) jako George Conway
- 1983: Dzień pamięci (Memorial Day, TV) jako Banks
- 1984: Obłędna miłość (Obsessive Love, TV) jako Alex
- 1985: Final Jeopardy (TV) jako barman
- 1989: Fantom centrum handlowego (Phantom of the Mall: Eric's Revenge) jako Harv Posner
- 2018: Mamma Mia: Here We Go Again! jako Rafael Cienfuegos, brat Fernando Cienfuegosa

### Seriale TV
- 1963: Naked City jako Pełnomocnik Brain Trust
- 1964: 12 O’Clock High jako Radioman
- 1964: East Side/West Side jako Phil Edmonson
- 1964: Perry Mason jako Marvin Palmer
- 1965: Doktor Kildare (Dr. Kildare) jako Charlie
- 1966: Moi trzej synowie (My Three Sons) jako fotograf
- 1966: Gunsmoke jako Ira / Kyle Stoner
- 1966: The Wackiest Ship in the Army jako Smitty
- 1966: The Road West jako Billy Joe
- 1966: Star Trek jako nieujawniony w czerwonej koszuli
- 1966: 12 O’Clock High jako kpt. Franz Rausch / Sierżant Bonneyman
- 1967: Gunsmoke jako Billy Judd
- 1967: Najeźdźcy (The Invaders) jako Kevin Ryan
- 1967: Ścigany ('The Fugitive) jako Phil
- 1967: The Wild Wild West jako kpt. Adam Dushan
- 1967: Cimarron Strip jako Kerwin Vardeman
- 1968: Gunsmoke jako Alex Rawlins
- 1968: Judd, for the Defense jako Jimmy Kelp
- 1968: Hawaii Five-O jako George Barker
- 1969: Adam-12 jako Nick Gentry
- 1968: Gunsmoke jako Lucas Brant / Cody Tyce
- 1968: Hawaii Five-O jako George Barker
- 1969: Człowiek z Shiloh (The Virginian) jako Lou White
- 1970: Bonanza jako Kyte
- 1970: Zakochani w Rzymie (To Rome With Love) jako profesor Watkins
- 1970: Gunsmoke jako Carter
- 1970: Młodzi prawnicy (The Young Lawyers) jako Charlie Brazo
- 1970: Storefront Lawyers jako Luke Porter
- 1970: The Name of the Game jako Frank Monroe
- 1970: Mission: Impossible jako ojciec Sebastian
- 1970: The High Chaparral jako Mobley / Harry Lark
- 1971: Gunsmoke jako Wallace / Roper
- 1972: Nichols jako Ralph
- 1972: Longstreet jako Dunstan
- 1972: Centrum medyczne (Medical Center) jako sierżant Boyce
- 1972: Gunsmoke jako Sonny
- 1973: Barnaby Jones jako pan Smith / Ed
- 1973: Ulice San Francisco (The Streets of San Francisco) jako Hitman Las Vegas
- 1973: The New Perry Mason jako Beau Findley
- 1973: Gunsmoke jako Monte Rupert
- 1973: Rekruci (The Rookies) jako J.J.
- 1974: Gunsmoke jako Dave Rope
- 1974: Ulice San Francisco (The Streets of San Francisco) jako Jack Graham
- 1975: Prywatny detektyw Jim Rockford (The Rockford Files) jako Nino
- 1975: Barnaby Jones jako Charly
- 1975: Matt Helm  jako Reardon
- 1975: Cannon jako Gleason
- 1975: Rekruci (The Rookies) jako Como
- 1976: Ulice San Francisco (The Streets of San Francisco) jako Nick Tannenger
- 1977: Hawaii Five-O jako Malcolm Vaughn
- 1977: Barnaby Jones jako pan T
- 1977: Fantastyczna podróż (The Fantastic Journey) jako Zaros
- 1978: CHiPs jako Stan Mallory
- 1978: Zamiana (Switch) jako Mark
- 1978: Prywatny detektyw Jim Rockford (The Rockford Files) jako Yossi Hendel
- 1979: Barnaby Jones jako Rick Garrett
- 1980: Aniołki Charliego (Charlie’s Angels) jako Devlin
- 1981: CHiPs jako Danton
- 1982: Dallas jako Joe Smith
- 1982: T.J. Hooker jako Cody Mayfield
- 1983: Malusińscy (The Littles) – dubbing
- 1983: St. Elsewhere jako dr Julius Markes
- 1984: Hardcastle i McCormick (Hardcastle and McCormick) jako Arnie Hoffs
- 1984: Trapper John, M.D. jako Tonic Salesman
- 1984: Dynastia (Dynasty) jako sierżant Cooper
- 1984: Śledztwo na cztery ręce (Partners in Crime) jako Barney McKay
- 1985: Space jako Raf Perry
- 1985: Trapper John, M.D. jako dr Nesbitt / Dr Willis Nathan
- 1985: Szpital miejski (General Hospital) jako dr Palmer
- 1985: T.J. Hooker jako Frankie Gable / Arnold Parton
- 1985: Alfred Hitchcock przedstawia (Alfred Hitchcock Presents) jako Menadżer
- 1985: Knots Landing jako Frank Elliot
- 1985: Drużyna A (The A-Team) jako Preston
- 1986: Trapper John, M.D. jako dr Willis Nathan
- 1986: Nieustraszony (Knight Rider) jako Ronald Becker
- 1986: Hardcastle i McCormick (Hardcastle and McCormick) jako Wendell Price
- 1986: Magnum jako Flynn
- 1986-89: Dallas jako Bruce Harvey
- 1987: MacGyver jako Jack
- 1987: Autostrada do nieba (Highway to Heaven) jako Fitzroy
- 1989: Napisała: Morderstwo (Murder, She Wrote) jako Bud Fricksey
- 1990: Obława (Dragnet) jako Sam Lewis / Kent Sherwood
- 1991: Sensowne wątpliwości (Reasonable Doubts) jako Ed Staley
- 1991: Niebezpieczna kobieta (Dangerous Women) jako Ray Jones
- 1992: Sensowne wątpliwości (Reasonable Doubts) jako Ed Staley
- 1993: Napisała: Morderstwo (Murder, She Wrote) jako Mitch Randall
- 2003: Obława (Dragnet) jako Neil